# Цветногорск
Цветногорск — посёлок в Боградском районе Хакасии. Входит в состав Пушновского сельсовета.

## География
Находится в 30 км от райцентра — села Боград. Посёлок расположен в отрогах Батенёвского кряжа, неподалёку находится озеро Литвино (Заводское).
Расстояние до ближайшей ж.-д. станции Сон — 22 км, до г. Абакан — 115 км.

## История
В начале XX века здесь находился медный-молибденовый рудник «Юлия медная» и свинцово-цинковый «Юлия свинцовая». В 1958 г. указом Президиума Верховного Совета РСФСР населенный пункт Юлия отнесен к категории рабочих посёлок, с присвоением наименования Цветногорск. В 1976 г. преобразован в сельский населенный пункт.

## Население
| 1959 | 1970  | 2002 | 2010 |
| ---- | ----- | ---- | ---- |
| 3720 | ↘1454 | ↘82  | ↘46  |